# Sundeved Kommune
Sundeved Kommune i Sønderjyllands Amt blev dannet ved kommunalreformen i 1970. Ved strukturreformen i 2007 blev den som en af syv kommuner sammenlagt til den nye Sønderborg Kommune sammen med den gamle Sønderborg Kommune (1970-2006), Augustenborg Kommune, Broager Kommune, Gråsten Kommune, Nordborg Kommune og Sydals Kommune. Den nye kommuner er en del af Region Syddanmark. Man kan se indbyggertallet for Sønderborg Kommune her.

## Tidligere kommuner
Sundeved Kommune blev dannet allerede 1. april 1968 ved frivillig sammenlægning af 3 sognekommuner:
| Kommune | Folketal september 1965 | Byer                     |
| ------- | ----------------------- | ------------------------ |
| Nybøl   | 939                     | Nybøl                    |
| Sottrup | 1.357                   | Vester Sottrup           |
| Ullerup | 1.858                   | Avnbøl, Blans og Ullerup |
| I alt   | 4.154                   |                          |

Hertil kom en ejendom og en vejstrækning i Stovgård ejerlav fra Dybbøl Sogn i Sønderborg Kommune. Derimod afgav Sottrup Sogn en ejendom og en vejstrækning til Sønderborg Kommune.

## Sogne
Sundeved Kommune bestod af følgende sogne, alle fra Nybøl Herred:
- Nybøl Sogn
- Sottrup Sogn
- Ullerup Sogn

## Borgmestre[3]
| Navn                 | Parti      | Periode   |
| -------------------- | ---------- | --------- |
| Christian H. Møller  | Lokalliste | 1970-1990 |
| Ruth Jørgensen       | Lokalliste | 1990-2002 |
| John Solkær Pedersen | Lokalliste | 2002-2006 |

## Rådhus
Sundeved Kommunes rådhus lå på Avnbølvej 12 i Ullerup.